# Héctor Mario Sandoval
Héctor Mario Sandoval Valenzuela (Los Mochis, Sinaloa; 7 de septiembre de 1997) es un futbolista mexicano, juega como Defensa y su equipo actual son los Venados F.C. de la Liga de Expansión MX.

## Trayectoria
Formación en Real Zamora, Santos Laguna, Club Tijuana, Dorados de Sinaloa, UdeG y Deportivo CAFESSA Jalisco
Empezó jugando en el Real Zamora en la Tercera División en 2013. Para segunda mitad del año pasó a jugar en las fuerzas básicas del Santos Laguna donde estuvo 1 año y medio. En 2015 llegó a las fuerzas básicas de los Xolos de Tijuana donde solo estuvo 6 meses pues después llegó a la sub-20 de Dorados de Sinaloa.
No logró debutar en primera división con ninguno de los equipos de los que formó parte en categorías inferiores, y cuando descendieron los Dorados de Sinaloa, pasó a formar parte del equipo premier de Leones Negros de la U de G. En 2018 pasó al Deportivo CAFESSA Jalisco donde estuvo 2 años.

### Celaya Fútbol Club
En 2020 llegó al Club Celaya donde logró debutar en Liga de Expansión el 1 de octubre de 2020 siendo titular en una victoria por 1-0 sobre los Leones Negros.

### Mazorqueros Fútbol Club
Tras no tener actividad con los toros en el torneo Guardianes 2021, llegó a las filas de los Mazorqueros FC. En dicho equipo logró obtener el liderato de la Liga Premier, pero no consiguieron el campeonato. 

### Club Atlético La Paz
En 2022, luego de que los dueños de Mazorqueros compraron la franquicia del Tampico Madero para Liga de Expansión, pasó a formar parte de la nueva franquicia en dicha división, Club Atlético La Paz. Con el cuadro de La Paz, Sandoval fue un jugador regular y recurrente en el once inicial aportando 3 goles a lo largo de su estancia con el equipo del mar de Cortés.

### Venados F. C.
El 4 de junio el equipo astado anunció a Héctor como su nuevo refuerzo.